# Colondannes
 Colondannes  es una localidad y comuna de Francia, en la región de Lemosín, departamento de Creuse, en el distrito de Guéret y cantón de Dun-le-Palestel.
Su población en el censo de 1999 era de 305 habitantes.
No está integrada en ninguna Communauté de communes.

## Demografía
| 336 | 376 | 342 | 335 | 347 | 305 |
| Para los censos de 1962 a 1999 la población legal corresponde a la población sin duplicidades (Fuente: INSEE [Consultar]) |     |     |     |     |     |